# Illa de Ziegler
L'illa de Ziegler (en rus: Остров Циглера) és una illa de la Terra de Francesc Josep, Rússia, al centre del grup de la Terra de Zichy.

## Geografia
L'illa té una longitud de 45 quilòmetres, que s'estenen del nord-oest cap al sud-est. Té una superfície de 448 km² i gairebé està coberta per glaceres. El punt més alt de l'illa es troba a 554 msnm. Estrets canals la separen de les illes veïnes, al sud les illes Salisbury i Wiener Neustadt i al nord les illes Jackson, Payer i Greely.

## Història
L'illa ser descoberta el 1873 per Julius von Payer i Karl Weyprecht. No fou fins al 1905 quan va ser cartografiada i batejada en honor de l'home de negocis de Nova York William Ziegler, líder de diverses expedicions al pol Nord.